# Забування
Забування — процес повністю протилежний запам'ятовуванню; утрата людини можливості відтворення та впізнання, раніше відомого, матеріалу.
Забування буває повним або частковим, тривалим або тимчасовим.
При повному забуванні людина повністю не впізнає матеріал. Часткове характеризується можливістю відтворити не всю інформацію, або з чисельними помилками. При тривалому забуванні людина не може протягом довгого часу пригадати що-небудь. Найпоширенішим є тимчасове забування — неможливість людиною відтворити матеріал у цей момент, але згадування його пізніше.
Тимчасове забування фізіологи пояснюють гальмуванням тимчасових нервових зв'язків, а повне забування — їх розпадом.
Процес забування відбувається нерівномірно: спочатку швидко, а потім повільно.

## Причини
Найпоширенішою причиною забування є недостатня міцність запам'ятовування, погане закріплення інформації.
На забування впливають вік людини, характер інформації та її використання: швидше забувається та інформація, яка має другорядне значення, а матеріал, що несе смислове навантаження, зберігається довго.
Ще однією причиною забування є інтерференція — погіршення зберігання матеріалу, внаслідок вивчення чогось нового, близького за змістом.
Забування може бути зумовлене сильним імпульсом, спрямованим на пригадування інформації.
Також забування може відбуватися за бажанням людини, яка намагається забути неприємну ситуацію або спогади.

## Профілактика
Основним засобом боротьби із забуванням є постійне повторення. Для більшої ефективності повторювання слід починати якомога раніше, щоб попередити забування, а не тоді, коли інформація вже майже забута.
Дієвим способом боротьби із забуванням є застосування знань на практиці.
Також при запам'ятовуванні слід використвовувати всі види пам'яті: зорову, слухову, рухову, тобто матеріал слід записувати, конспектувати, читати, повторювати вголос і про себе.